# 1192 Prisma
1192 Prisma è un asteroide della fascia principale. Scoperto nel 1931, presenta un'orbita caratterizzata da un semiasse maggiore pari a 2,3671979 UA e da un'eccentricità di 0,2573432, inclinata di 23,85578° rispetto all'eclittica.
Il suo nome fa riferimento al Catalogo Spettrale Bergedorf. Il prisma, infatti, è uno degli strumenti utilizzati nella spettroscopia.